# Tirreno-Adriatico 2012
La Tirreno-Adriatico 2012, quarantasettesima edizione della corsa valevole come terza prova dell'UCI World Tour 2012, si è svolta in sette tappe dal 7 al 13 marzo 2012 per un percorso totale di 1 063,2 km con partenza da San Vincenzo e arrivo a San Benedetto del Tronto. È stata vinta dall'italiano Vincenzo Nibali, della Liquigas-Cannondale, che ha concluso in 29h38'08".

## Tappe
| Tappa  | Data     | Percorso                                     | km      | Vincitore di tappa     | Leader cl. generale |
| ------ | -------- | -------------------------------------------- | ------- | ---------------------- | ------------------- |
| 1ª     | 7 marzo  | San Vincenzo > Donoratico (cron. a squadre)  | 16,9    | GreenEDGE Cycling Team | Matthew Goss        |
| 2ª     | 8 marzo  | San Vincenzo > Indicatore                    | 230     | Mark Cavendish         | Matthew Goss        |
| 3ª     | 9 marzo  | Indicatore > Terni                           | 178     | Edvald Boasson Hagen   | Matthew Goss        |
| 4ª     | 10 marzo | Amelia > Chieti                              | 252     | Peter Sagan            | Chris Horner        |
| 5ª     | 11 marzo | Martinsicuro > Prati di Tivo                 | 196     | Vincenzo Nibali        | Chris Horner        |
| 6ª     | 12 marzo | Offida > Offida                              | 181     | Joaquim Rodríguez      | Chris Horner        |
| 7ª     | 13 marzo | San Benedetto del Tronto (cron. individuale) | 9,3     | Fabian Cancellara      | Vincenzo Nibali     |
| Totale | Totale   | Totale                                       | 1 063,2 |                        |                     |

## Squadre e corridori partecipanti
Al via si sono presentate ventidue squadre, delle quali diciotto rientrano nei "UCI ProTeam". Le altre quattro squadre, Acqua & Sapone, Colnago-CSF Inox, Colombia-Coldeportes e Farnese Vini-Selle Italia, rientrano nella fascia "UCI Professional Continental Team".
| N.      | Cod. | Squadra                   |
| ------- | ---- | ------------------------- |
| 1-8     | BMC  | BMC Racing Team           |
| 11-18   | ASA  | Acqua & Sapone            |
| 21-28   | ALM  | AG2R La Mondiale          |
| 31-38   | AST  | Astana Pro Team           |
| 41-48   | COG  | Colnago-CSF Inox          |
| 51-58   | COL  | Colombia-Coldeportes      |
| 61-68   | EUS  | Euskaltel-Euskadi         |
| 71-78   | FAR  | Farnese Vini-Selle Italia |
| 81-88   | FDJ  | FDJ-BigMat                |
| 91-98   | GRM  | Team Garmin-Barracuda     |
| 101-108 | GEC  | GreenEDGE Cycling Team    |

| N.      | Cod. | Squadra                |
| ------- | ---- | ---------------------- |
| 111-118 | KAT  | Katusha Team           |
| 121-128 | LAM  | Lampre-ISD             |
| 131-138 | LIQ  | Liquigas-Cannondale    |
| 141-148 | LTB  | Lotto-Belisol Team     |
| 151-158 | MOV  | Movistar Team          |
| 161-168 | OPQ  | Omega Pharma-Quickstep |
| 171-178 | RAB  | Rabobank Cycling Team  |
| 181-188 | RNT  | RadioShack-Nissan      |
| 191-198 | SKY  | Sky Procycling         |
| 201-208 | SAX  | Team Saxo Bank         |
| 211-218 | VCD  | Vacansoleil-DCM        |

## Dettagli delle tappe

### 1ª tappa

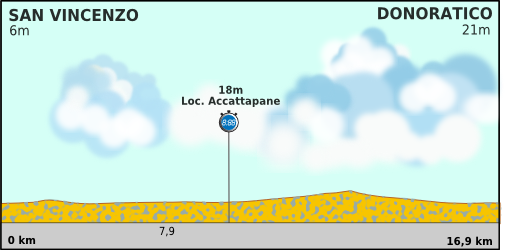
L'altimetria della 1ª tappa

- 7 marzo: San Vincenzo > Donoratico – Cronometro a squadre – 16,9 km

Risultati
| Pos. | Squadra                | Tempo  |
| ---- | ---------------------- | ------ |
| 1    | GreenEDGE Cycling Team | 18'41" |
| 2    | RadioShack-Nissan      | a 17"  |
| 3    | Team Garmin-Barracuda  | s.t.   |

| Pos. | Corridore           | Squadra   | Tempo  |
| ---- | ------------------- | --------- | ------ |
| 1    | Matthew Goss        | GreenEDGE | 18'41" |
| 2    | Svein Tuft          | GreenEDGE | s.t.   |
| 3    | Sebastian Langeveld | GreenEDGE | s.t.   |

### 2ª tappa

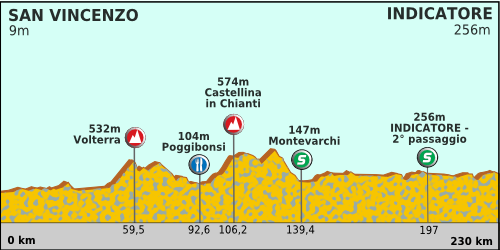
L'altimetria della 2ª tappa

- 8 marzo: San Vincenzo > Indicatore – 230 km

Risultati
| Pos. | Corridore      | Squadra        | Tempo    |
| ---- | -------------- | -------------- | -------- |
| 1    | Mark Cavendish | Sky Procycling | 6h32'32" |
| 2    | Óscar Freire   | Katusha        | s.t.     |
| 3    | Tyler Farrar   | Garmin         | s.t.     |

| Pos. | Corridore           | Squadra   | Tempo    |
| ---- | ------------------- | --------- | -------- |
| 1    | Matthew Goss        | GreenEDGE | 6h51'13" |
| 2    | Stuart O'Grady      | GreenEDGE | s.t.     |
| 3    | Sebastian Langeveld | GreenEDGE | s.t.     |

### 3ª tappa

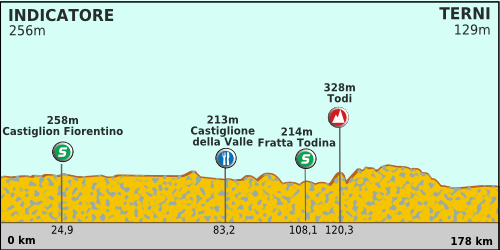
L'altimetria della 3ª tappa

- 9 marzo: Indicatore > Terni – 178 km

Risultati
| Pos. | Corridore            | Squadra        | Tempo    |
| ---- | -------------------- | -------------- | -------- |
| 1    | Edvald Boasson Hagen | Sky Procycling | 6h51'13" |
| 2    | André Greipel        | Lotto-Belisol  | a 3"     |
| 3    | Peter Sagan          | Liquigas       | s.t.     |

| Pos. | Corridore      | Squadra   | Tempo    |
| ---- | -------------- | --------- | -------- |
| 1    | Matthew Goss   | GreenEDGE | 6h51'13" |
| 2    | Stuart O'Grady | GreenEDGE | a 3"     |
| 3    | Cameron Meyer  | GreenEDGE | s.t.     |

### 4ª tappa

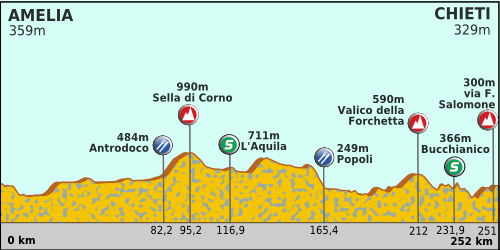
L'altimetria della 4ª tappa

- 10 marzo: Amelia > Chieti – 252 km

Risultati
| Pos. | Corridore       | Squadra  | Tempo    |
| ---- | --------------- | -------- | -------- |
| 1    | Peter Sagan     | Liquigas | 7h24'50" |
| 2    | Roman Kreuziger | Astana   | s.t.     |
| 3    | Vincenzo Nibali | Liquigas | s.t.     |

| Pos. | Corridore       | Squadra    | Tempo     |
| ---- | --------------- | ---------- | --------- |
| 1    | Chris Horner    | RadioShack | 18h01'54" |
| 2    | Roman Kreuziger | Astana     | a 7"      |
| 3    | Cameron Meyer   | GreenEDGE  | a 13"     |

### 5ª tappa

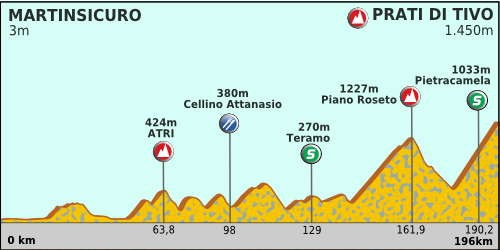
L'altimetria della 5ª tappa

- 11 marzo: Martinsicuro > Prati di Tivo – 196 km

Risultati
| Pos. | Corridore       | Squadra    | Tempo    |
| ---- | --------------- | ---------- | -------- |
| 1    | Vincenzo Nibali | Liquigas   | 5h46'33" |
| 2    | Roman Kreuziger | Astana     | a 16"    |
| 3    | Chris Horner    | RadioShack | s.t.     |

| Pos. | Corridore       | Squadra    | Tempo     |
| ---- | --------------- | ---------- | --------- |
| 1    | Chris Horner    | RadioShack | 24h48'39" |
| 2    | Roman Kreuziger | Astana     | a 5"      |
| 3    | Vincenzo Nibali | Liquigas   | a 12"     |

### 6ª tappa

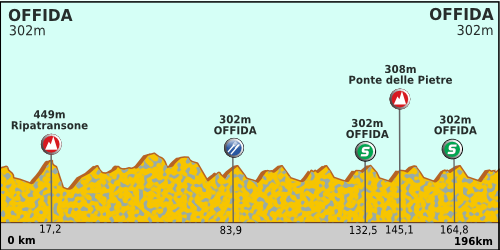
L'altimetria della 6ª tappa

- 12 marzo: Offida > Offida – 181 km

Risultati
| Pos. | Corridore         | Squadra      | Tempo    |
| ---- | ----------------- | ------------ | -------- |
| 1    | Joaquim Rodríguez | Katusha      | 4h38'27" |
| 2    | Vincenzo Nibali   | Liquigas     | s.t.     |
| 3    | Danilo Di Luca    | Acqua & Sap. | s.t.     |

| Pos. | Corridore       | Squadra    | Tempo     |
| ---- | --------------- | ---------- | --------- |
| 1    | Chris Horner    | RadioShack | 29h27'06" |
| 2    | Roman Kreuziger | Astana     | a 5"      |
| 3    | Vincenzo Nibali | Liquigas   | a 6"      |

### 7ª tappa

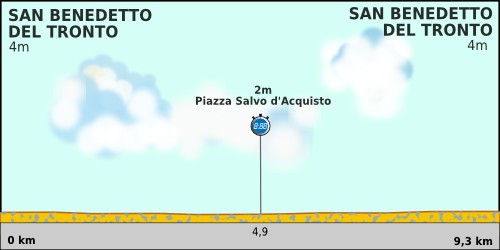
L'altimetria della 7ª tappa

- 13 marzo: San Benedetto del Tronto – Cronometro individuale – 9,3 km

Risultati
| Pos. | Corridore         | Squadra    | Tempo  |
| ---- | ----------------- | ---------- | ------ |
| 1    | Fabian Cancellara | RadioShack | 10'36" |
| 2    | Daniele Bennati   | RadioShack | a 12"  |
| 3    | Cameron Meyer     | GreenEDGE  | a 16"  |

| Pos. | Corridore       | Squadra    | Tempo     |
| ---- | --------------- | ---------- | --------- |
| 1    | Vincenzo Nibali | Liquigas   | 29h38'08" |
| 2    | Chris Horner    | RadioShack | a 14"     |
| 3    | Roman Kreuziger | Astana     | a 26"     |

## Evoluzione delle classifiche
| Tappa (Vincitore)  | Tappa (Vincitore)      | Classifica generale | Classifica scalatori | Classifica a punti | Classifica giovani | Classifica a squadre   |
| ------------------ | ---------------------- | ------------------- | -------------------- | ------------------ | ------------------ | ---------------------- |
| 1ª                 | GreenEDGE Cycling Team | Matthew Goss        | non assegnata        | non assegnata      | Cameron Meyer      | GreenEDGE Cycling Team |
| 2ª                 | Mark Cavendish         | Matthew Goss        | Stefano Pirazzi      | Mark Cavendish     | Cameron Meyer      | GreenEDGE Cycling Team |
| 3ª                 | Edvald Boasson Hagen   | Matthew Goss        | Stefano Pirazzi      | Mark Cavendish     | Cameron Meyer      | GreenEDGE Cycling Team |
| 4ª                 | Peter Sagan            | Chris Horner        | Stefano Pirazzi      | Peter Sagan        | Cameron Meyer      | Astana Pro Team        |
| 5ª                 | Vincenzo Nibali        | Chris Horner        | Stefano Pirazzi      | Peter Sagan        | Cameron Meyer      | Katusha Team           |
| 6ª                 | Joaquim Rodríguez      | Chris Horner        | Stefano Pirazzi      | Vincenzo Nibali    | Wout Poels         | Katusha Team           |
| 7ª                 | Fabian Cancellara      | Vincenzo Nibali     | Stefano Pirazzi      | Vincenzo Nibali    | Wout Poels         | AG2R La Mondiale       |
| Classifiche finali | Classifiche finali     | Vincenzo Nibali     | Stefano Pirazzi      | Vincenzo Nibali    | Wout Poels         | AG2R La Mondiale       |

## Classifiche finali

### Classifica generale
| Pos. | Corridore         | Squadra     | Tempo     |
| ---- | ----------------- | ----------- | --------- |
| 1    | Vincenzo Nibali   | Liquigas    | 29h38'08" |
| 2    | Chris Horner      | RadioShack  | a 14"     |
| 3    | Roman Kreuziger   | Astana      | a 26"     |
| 4    | Rinaldo Nocentini | AG2R        | a 53"     |
| 5    | J. Hoogerland     | Vacansoleil | a 1'00"   |
| 6    | J. Rodríguez      | Katusha     | a 1'16"   |
| 7    | Michele Scarponi  | Lampre      | s.t.      |
| 8    | Wout Poels        | Vacansoleil | a 1'25"   |
| 9    | Christophe Riblon | AG2R        | a 1'31"   |
| 10   | Cameron Meyer     | GreenEDGE   | a 1'33"   |

### Classifica a punti
| Pos. | Corridore         | Squadra    | Punti |
| ---- | ----------------- | ---------- | ----- |
| 1    | Vincenzo Nibali   | Liquigas   | 32    |
| 2    | Peter Sagan       | Liquigas   | 27    |
| 3    | Roman Kreuziger   | Astana     | 24    |
| 4    | Chris Horner      | RadioShack | 21    |
| 5    | Rinaldo Nocentini | AG2R       | 17    |

### Classifica scalatori
| Pos. | Corridore         | Squadra      | Punti |
| ---- | ----------------- | ------------ | ----- |
| 1    | Stefano Pirazzi   | Colnago      | 24    |
| 2    | Egoi Martínez     | Euskaltel    | 9     |
| 3    | Kristof Goddaert  | AG2R         | 7     |
| 4    | Jarlinson Pantano | Colombia     | 6     |
| 5    | Diego Caccia      | Farnese Vini | 6     |

### Classifica giovani
| Pos. | Corridore          | Squadra     | Tempo     |
| ---- | ------------------ | ----------- | --------- |
| 1    | Wout Poels         | Vacansoleil | 29h39'33" |
| 2    | Cameron Meyer      | GreenEDGE   | a 8"      |
| 3    | Jon Izagirre       | Euskaltel   | a 1'36"   |
| 4    | Steven Kruijswijk  | Rabobank    | a 3'15"   |
| 5    | Gianluca Brambilla | Colnago     | a 2'31"   |

### Classifica a squadre
| Pos. | Squadra                          | Tempo     |
| ---- | -------------------------------- | --------- |
| 1    | AG2R La Mondiale                 | 88h22'03" |
| 2    | Katusha Team                     | a 39"     |
| 3    | Astana Pro Team                  | a 53"     |
| 4    | Vacansoleil-DCM Pro Cycling Team | a 3'31"   |
| 5    | Colnago-CSF Inox                 | a 5'01"   |

## Punteggi UCI
| Pos.                 | Corridore         | Squadra      | Punti |
| -------------------- | ----------------- | ------------ | ----- |
| 1                    | Vincenzo Nibali   | Liquigas     | 112   |
| 2                    | Chris Horner      | RadioShack   | 84    |
| 3                    | Roman Kreuziger   | Astana       | 78    |
| 4                    | Rinaldo Nocentini | AG2R La Mon. | 61    |
| 5                    | Johnny Hoogerland | Vacansoleil  | 51    |
| 6                    | Joaquim Rodríguez | Katusha      | 46    |
| 7                    | Michele Scarponi  | Lampre-ISD   | 31    |
| 8                    | Wout Poels        | Vacansoleil  | 20    |
| 9                    | Christophe Riblon | AG2R La Mon. | 10    |
| 10                   | Peter Sagan       | Liquigas     | 9     |
| 11                   | Cameron Meyer     | GreenEDGE    | 6     |
| Edvald Boasson Hagen | Sky Procycling    | 6            |       |
| Mark Cavendish       | Sky Procycling    | 6            |       |
| Fabian Cancellara    | RadioShack        | 6            |       |
| 15                   | Daniele Bennati   | RadioShack   | 4     |
| Óscar Freire         | Katusha           | 4            |       |
| André Greipel        | Lotto-Belisol     | 4            |       |
| 18                   | Tyler Farrar      | Garmin       | 3     |
| 19                   | Svein Tuft        | GreenEDGE    | 1     |
| Manuel Belletti      | AG2R La Mon.      | 1            |       |
| Manuele Boaro        | Saxo Bank         | 1            |       |

| Pos. | Squadra                | Punti |
| ---- | ---------------------- | ----- |
| 1    | Liquigas-Cannondale    | 121   |
| 2    | RadioShack-Nissan      | 94    |
| 3    | Astana Pro Team        | 78    |
| 4    | AG2R La Mondiale       | 72    |
| 5    | Vacansoleil-DCM        | 71    |
| 6    | Katusha Team           | 50    |
| 7    | Lampre-ISD             | 31    |
| 8    | Sky Procycling         | 12    |
| 9    | GreenEDGE Cycling Team | 7     |
| 10   | Lotto-Belisol Team     | 4     |
| 11   | Team Garmin-Barracuda  | 3     |
| 12   | Team Saxo Bank         | 1     |

| Pos.        | Nazione     | Punti |
| ----------- | ----------- | ----- |
| 1           | Italia      | 209   |
| 2           | Stati Uniti | 87    |
| 3           | Rep. Ceca   | 78    |
| 4           | Paesi Bassi | 71    |
| 5           | Spagna      | 46    |
| 6           | Francia     | 10    |
| 6           | Slovacchia  | 9     |
| 7           | Australia   | 6     |
| Norvegia    | 6           |       |
| Regno Unito | 6           |       |
| Svizzera    | 6           |       |
| 9           | Germania    | 4     |
| 10          | Canada      | 1     |